# Fiat Automobiles Serbie
Fiat Automobiles Serbie - Fiat Automobili Srbija est la filiale automobile serbe de l'entreprise italienne Stellantis Europe, basée à Kragujevac en Serbie.
C'est la nouvelle dénomination du constructeur de l'ex Yougoslavie, Zastava, qui a depuis sa création en 1953 été lié au groupe italien Fiat en construisant certains de ses modèles localement sous licence.

## Histoire
Zastava était une entreprise d’État, qui regroupait plusieurs entités industrielles différentes, et qui a été transformée en holding au début des années 2000 et après la fin de la guerre des Balkans, afin de privatiser chaque branche :
- automobile - Zavodi Crevna Zastava, créée en 1953, constructeur automobile serbe, devenu Застава Аутомобили (Zastava Automobili), filiale du géant italien Fiat Group Automobiles SpA,
- fabricant d'armes Zastava Arms,
- constructeur de camions Zastava Kamioni filiale d'IVECO, la branche de poids lourds du groupe Fiat.
- les autres activités industrielles ont été vendues après la fin de la guerre des Balkans.

## Histoire de Zastava Automobili - Yugo

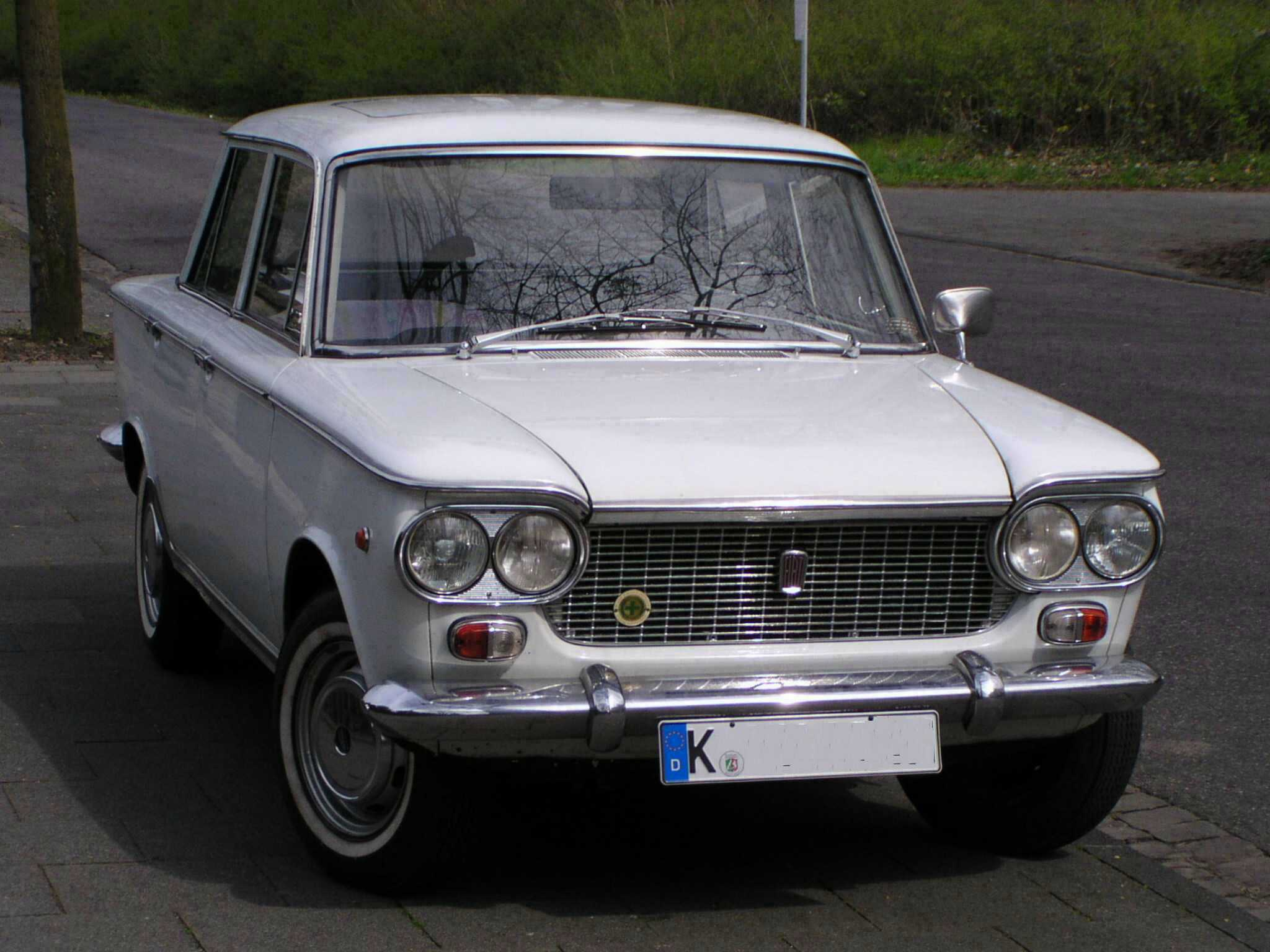
Zastava 1300

## La vente de Zastava
Après la fin de la guerre des Balkans, la Serbie est sous le joug d'un embargo économique. Après la capitulation et l'arrêt de ses dirigeants, la communauté mondiale admet à nouveau la Serbie au rang des Nations et l'activité du pays peut reprendre lentement.
L'industrie a particulièrement été touchée par les bombardements alliés. Le pays ne peut s'en sortir seul et doit engager un programme de vente des anciennes sociétés d'Etat dont le groupe Zastava.
Durant l'année 2004, d'intenses négociations entre la direction de Zastava, le gouvernement serbe et Fiat Auto SpA, au sujet de la dette de la société automobile d'Etat envers le constructeur italien, qui remonte à plus de dix ans et qui dépasse les 77 millions $. Après d'âpres tractations, Fiat accepte d'effacer plus de 75 % de cette somme et de ne récupérer que dix millions €, à verser avant tout nouvel accord de transfert de technologie. En effet, les nouveaux dirigeants de Zastava voudraient fabriquer sous licence la Fiat Punto II de 1999, pour le marché local, à 16 000 exemplaires par an.
Le dernier versement de la somme convenue est effectué le 22 juin 2006, et Fiat fait livrer par sa filiale robotique COMAU, l'outillage nécessaire à l'équipement de la ligne d'assemblage de la Punto. En attendant la mise en fabrication locale du modèle, Fiat Auto Italie exporte 1 334 Punto vers la Serbie. Bien que le site yougoslave produise en 2008 sa 3 500 000e unité, la production 2006 n'a été que de 10 250 automobiles.
Le nouvel atelier de fabrication de la Z-10 est opérationnel au mois de mars 2007, les ouvriers serbes ont été formés durant le semestre précédent sur les chaînes Fiat de l'usine de Mirafiori, où étaient aussi fabriquées les Punto.
Le 4 juin 2007, la première Fiat Punto, rebaptisée Z-10 sort des nouveaux ateliers reconstruits de l'usine de Kragujevac. Zastava repart de l'avant au rythme de 100 exemplaires par jour et ses dirigeants espèrent obtenir de nouveaux transferts de fabrication avec Fiat Auto S.p.A.. Ils discutent de la possibilité d'assembler deux nouveaux modèles, le Fiat Doblò ainsi que la future Fiat Uno (2010) brésilienne.
Le gouvernement serbe a lancé un appel d'offres pour la vente de Zastava. De nombreux constructeurs européens et asiatiques se sont intéressés au dossier mais c'est Fiat Group Automobiles qui a été retenu et signe le 30 avril 2008 un accord avec le gouvernement serbe pour reprendre 67 % de Zastava Automobili. L'usine de Kragujevac sera entièrement reconstruite avec un investissement de sept-cents millions €, un second modèle sera mis en fabrication en 2008. L'objectif à terme est d'y produire 300 000 véhicules par an.
Pour respecter ces objectifs, le 22 novembre 2008, 6 mois après la signature de l'accord avec la Serbie, toute la production s'arrête. Elle ne reprendra qu'au début de l'année 2009, après la reconstruction complète du site de Kragujevac par Fiat qui est devenu propriétaire de la marque.
En 2009 Fiat a produit 2.000 exemplaires de la Punto Classic par mois et ne conservera finalement que 600 employés dans l'usine de Kragujevac devenue Fiat Automobili Srbija - Fiat Automobiles Serbie.
En janvier 2011, la société Zastava Automobili disparaît définitivement.

## Les modèles Fiat Serbie

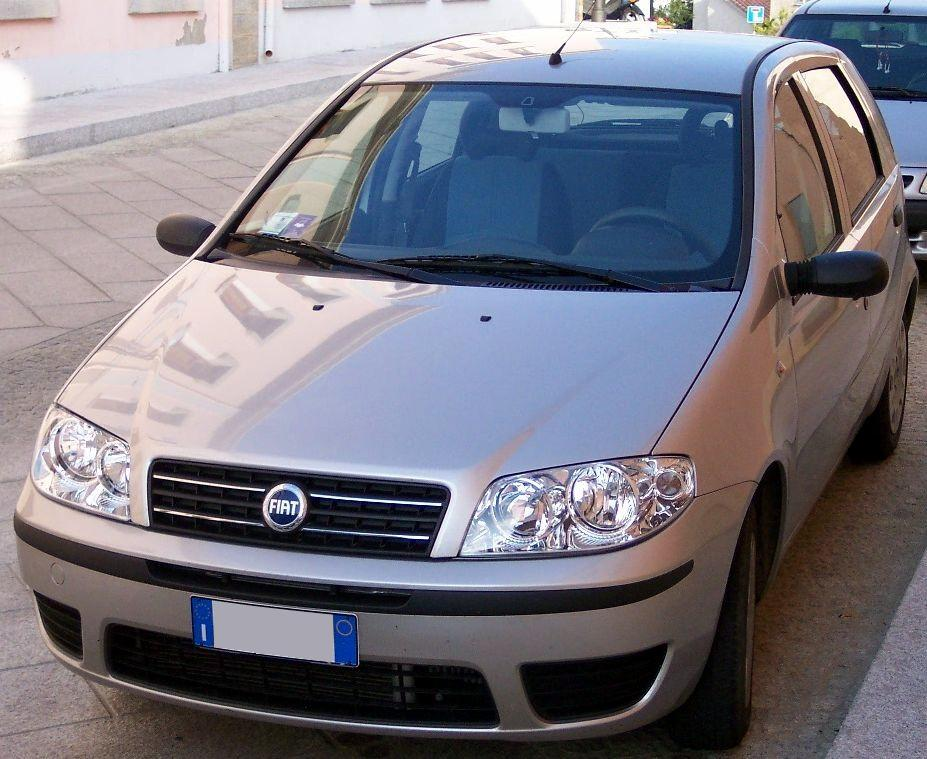
Fiat Punto Classic

- Fiat Punto Classic - Fiat a remplacé, en avril 2009, la production locale de l'ancienne Zastava Z10 by Fiat, lancée en septembre 2004, par la Fiat Punto Classic[3], 2e série de la Punto, version de 2003. Le 22 octobre 2010, Fiat Automobili Srbija a célébré la 30 000 e Fiat Punto Classic produite par la nouvelle usine Fiat serbe de Kragujevac[4]. La dernière Punto Classic est sortie des chaînes de l'usine de Kragujevac en 2011[5].

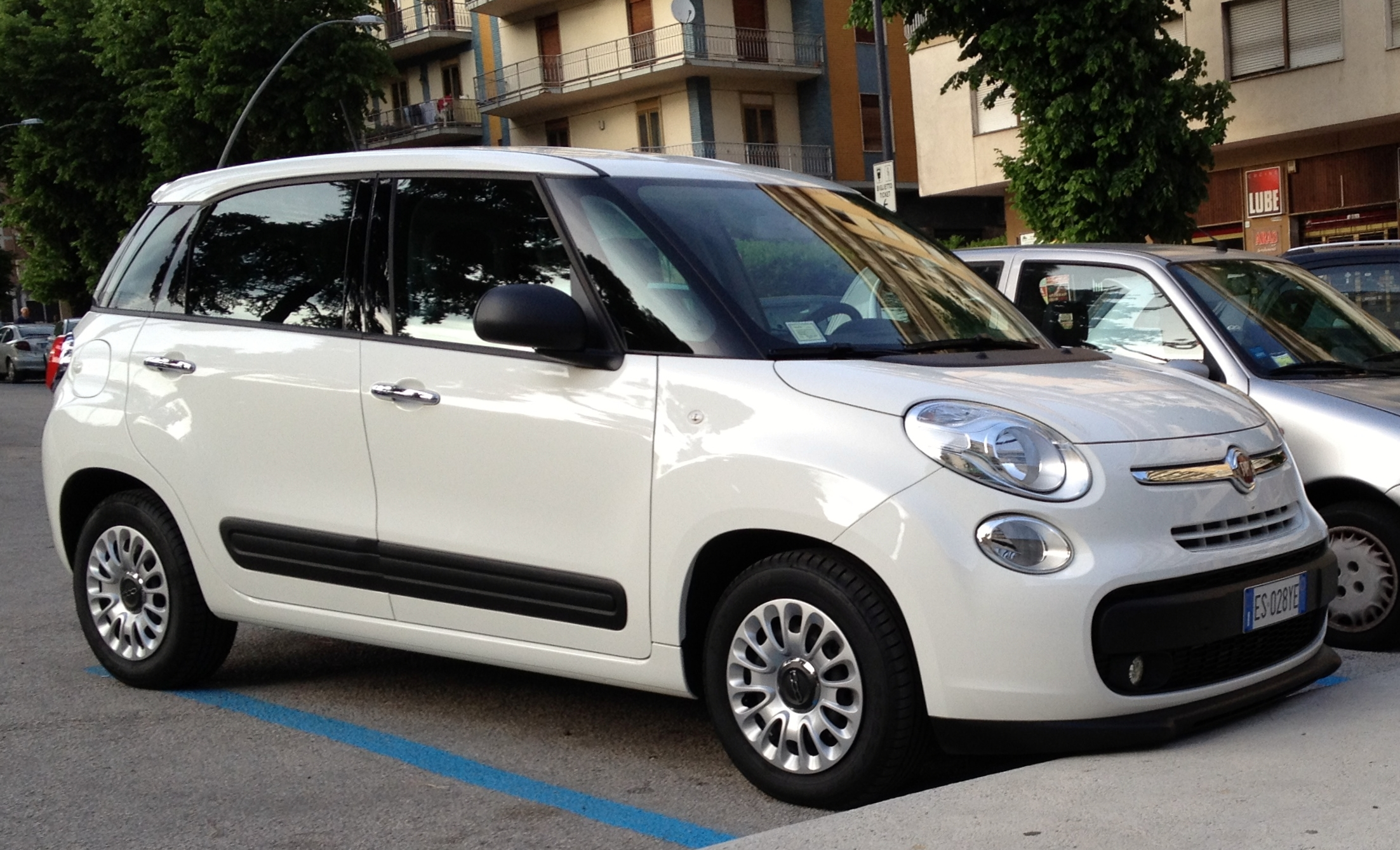
Fiat 500L

- Fiat 500L - Présenté au Salon de Genève en mars 2012, ce petit monospace pouvant accueillir 5 ou 7 personnes, est produit en grande série dans l'usine de Kragujevac depuis le 28 juin 2012. Fiat Automobili Srbija a fêté le 500.000 ème exemplaire produit le 22 février 2018[6].